# AN/PVS-5
AN/PVS-5は航空と地上支援で使用される2管式暗視装置。現在の基準から見ると不十分な第二世代のイメージインテンシファイアを備える。アメリカ陸軍では今尚PVS-5を装備しているものの、実際に使用する機会は稀である。AN/PVS-5は1971年にアメリカ空軍に配備された第一世代の暗視装置であるSU-50を基に開発された。1972年から1990年までAN/PVS-5はアメリカ陸軍で航空用で主流だった。AN/PVS-5Cは高輝度の光で自動的に遮断するので飛行には使用されなかった。地上用でAN/PVS-5は改良型のAN/PVS-7が配備されるまで使用された。
現在の基準では視野角の狭い、低増幅度、地図が読めない、重いので飛行が困難であるなど、PVS-5は操縦士にとって安全性に問題がある。1982年にAN/PVS-5を置き換えるために航空用のAN/AVS-6 ANVISが試験され、1989年に置き換えられた。ANVISはアメリカ陸軍で最初に航空専用で使用するために設計された暗視装置だった。